# José Viana
José Maria Viana Dionísio (Lisboa, 6 de dezembro de 1922 — Lisboa, 8 de janeiro de 2003), foi um ator português, encenador e artista plástico. Foi ator de teatro, cinema e televisão.

## Biografia
Começou aos 13 anos a desenhar para o jornal O senhor Doutor e O Século.
Foi posteriormente retocador de gravuras na casa Bertrand & Irmãos, Lda.
Em 1947 integra a 2ª Exposição Geral de Artes Plásticas, onde vê confiscado pelo regime o seu quadro.
Começa a sua carreira no teatro amador, na Sociedade Guilherme Cossoul, como cenógrafo e actor amador.
Estreou-se no teatro profissional em 1951, no Coliseu de Lisboa com a revista "Lisboa é Coisa Boa!".
Começou no cinema em 1953, com o filme O cerro dos enforcados, de Fernando Garcia.
Apresentou na RTP o programa infantil "Riscos e Gatafunhos" (1958), participando como ator em várias peças de teleteatro e programas de variedades.
Como pintor, expôs em Portugal e no estrangeiro. Numa das suas exposições, em Valladolid, na Galeria Velázquez, vendeu integralmente toda a coleção.
Foi casado com a atriz Juju Baptista. Voltou a casar na década de 1960, com a atriz Dora Leal.
Faleceu vítima de um acidente de automóvel, aos 80 anos.

## Distinções
José Viana recebeu por seis vezes o Prémio Bordalo, ou Prémio da Imprensa, atribuídos pela Casa da Imprensa, metade deles como actor e a outra metade como autor, sempre na categoria "Teatro de Revista":
- Prémio Bordalo (1963), como actor, acompanhado pela actriz Aida Baptista, dos autores Fernando Santos e Nelson de Barros e da Companhia de Hermes Portela.
- Prémio Bordalo (1967), partilhado com Aníbal Nazaré e Eugénio Salvador, pela peça Pão, Pão, Queijo, Queijo, considerada "Melhor espectáculo". Nessa mesma ocasião seriam galardoados os actores Mariema e Raul Solnado.
- Dois Prémio Bordalo (1968), um como actor, acompanhado pela actriz Florbela Queiroz, e outro, como autor, novamente partilhado com Aníbal Nazaré e Eugénio Salvador, agora pela peça Grande Poeta é o Zé, considerada "Melhor espectáculo".
- Mais dois Prémio Bordalo (1970), um como actor na peça Pimenta na Língua, acompanhado desta feita pela actriz Maria do Céu Guerra, e outro, como autor, agora apenas repete parceria com Aníbal Nazaré, nesta ocasião pela peça Pimenta na Língua. Desta vez seria ainda premiado o cenógrafo Mário Alberto.

Em 1997 José Viana foi feito Grande-Oficial da Ordem do Infante D. Henrique, a 9 de Junho.

## Televisão (como ator)
- 1957 - A Loja da Esquina
- 1958 - Café Concerto
- 1958 - O Aniversário no Banco
- 1958 - O Festim de Baltazar
- 1958 - As Consultas do Dr. Mata
- 1960 - Porfírio, a Vítima
- 1962 - Romance na Serra
- 1966-1967 - Passatempo Infantil
- 1966-1967 - Melodias de Sempre [4]
- 1967 - TV Clube
- 1979 - Quem é Quem
- 1980 - TV Show
- 1985 - Chuva na Areia[4]
- 1987 - Ora Viva[4]
- 1988 - Topaze[5]
- 1990 - Dulcineia[6]
- 1992 - Pós de Bem-Querer[7]
- 1992 - Grande Noite[4]
- 1993 - Ideias Com História
- 1993 - A Visita da Velha Senhora
- 1995 - Cabaret
  - lista incompleta

## Cinema
- O Cerro dos Enforcados (1954)[4]
- Perdeu-se um Marido (1957)[4]
- O Recado (1972)[4]
- A Fuga (1976)[4]
- A Noite e a Madrugada (1986)[4]
- Máscara de Aço Contra Abismo Azul (1989)[4]
- A Ilha (1990, Curta-metragem)[4]
- Aqui D'El Rei! (1992)[4]
- Entre Mortos e Vivos (1992, Curta-metragem)[4]
- Viuvez Secreta (1992, Curta-metragem)[4]
- O Fim do Mundo (1993)[4]
- Morte Macaca (1997, Curta-metragem)[4]
- Senhor Jerónimo (1998, Curta-metragem)[4]

## Teatro
...
- 1958 - Vinho Novo - Teatro ABC[8]
- 1959 - Mulheres à Vista! - Teatro ABC[9]
- 1959 - Delírio em Lisboa - Teatro ABC[10]
- 1960 - Revista é Sempre Revista - Teatro Variedades[11]
- 1961 - O Trunfo É Espadas! - Teatro ABC[12]
- 1962 - Saúde e Totobola! - Teatro ABC[13]
- 1962 - Com Sal e Pimenta... - Teatro ABC[14]
- 1963 - Haja Alegria! - Teatro Maria Vitória[15]
- 1963 - Elas São o Espectáculo - Teatro Variedades[16]
- 1964 - O Pecado Mora ao Lado - Teatro Avenida[17]
- 1965 - Dá-lhe Agora - Teatro ABC[18]
- 1966 - Esta Lisboa Que Eu Amo - Teatro Monumental[19]
- 1967 - Pão, Pão, Queijo, Queijo - Teatro Maria Vitória[20][2]
- 1968 - Grande Poeta é o Zé - Teatro Maria Vitória [2][21]
- 1969 - Mãos à Obra! - Teatro Maria Vitória[22]
- 1970 - O Prato do Dia! - Teatro Maria Vitória[23]
- 1970 - Pimenta na Língua! - Teatro Maria Vitória[2][24]
- 1972 - Ora Bolas P'ró Pagode - Teatro Capitólio[25]
- 1972 - Sua Excelência O Pendura - Teatro Villaret[26]
- 1973 - Simplesmente Revista - Teatro Capitólio
- 1975 - Ó Pá, Pega na Vassoura! - Teatro Variedades[27]
- 1977 - A Grande Jogada! - Academia Almadense/Teatro Capitólio[28][29]
- 1977 - Atira o Barrete ao Ar! Academia Almadense/Voz do Operário[30]
- 1978 - A Amiga Gorda - Teatro Laura Alves[31]
- 1984 - O Zé Aguenta o Barco! - Digressão
- 1987 - Ora Viva (o espetáculo) - Digressão
- 1988 - Festa no Parque - Teatro Variedades

...